# Davis Mountains
I Davis Mountains, originariamente denominati Limpia Mountains, sono una catena montuosa degli Stati Uniti d'America, localizzata nel Texas sud-occidentale, vicino a Fort Davis (da cui prendono il nome), nella zona del "Big Bend" texano, tra il Rio Grande e il Pecos. Il punto più elevato è raggiunto dal Baldy Peak a 2.554 metri sul livello del mare. Si trovano a sud-est dei Monti Guadalupe e a nord-ovest dei Monti Chisos.